# Kreutz-Gruppe
Als Kreutz-Gruppe (englisch Kreutz Sungrazers, nach dem Astronomen Heinrich Kreutz, der als Erster die Gruppenzugehörigkeit erkannte) wird eine Gruppe von Kometen bezeichnet, die während ihres Perihels der Sonne sehr nahekommen. Sie bilden eine Untergruppe der Sungrazer (Sonnenstreifer oder Sonnenkratzer). Die Kometen der Kreutz-Gruppe sind vermutlich Bruchstücke eines sehr viel größeren Kometen, der vor mehreren Jahrhunderten beim Umlauf um die Sonne zerbrach.
Mehrere Mitglieder der Kreutz-Gruppe entwickelten sich zu sehr hellen Kometen, die selbst tagsüber neben der Sonne sichtbar waren, so z. B. der 1965 erschienene Komet Ikeya-Seki, der als einer der hellsten Kometen des letzten Jahrtausends gilt.
Seit Inbetriebnahme der Raumsonde SOHO im Jahre 1995 wurden mehrere hundert kleinere Kometen der Gruppe entdeckt, teilweise von Amateurastronomen.

## Entdeckung und historische Beobachtungen

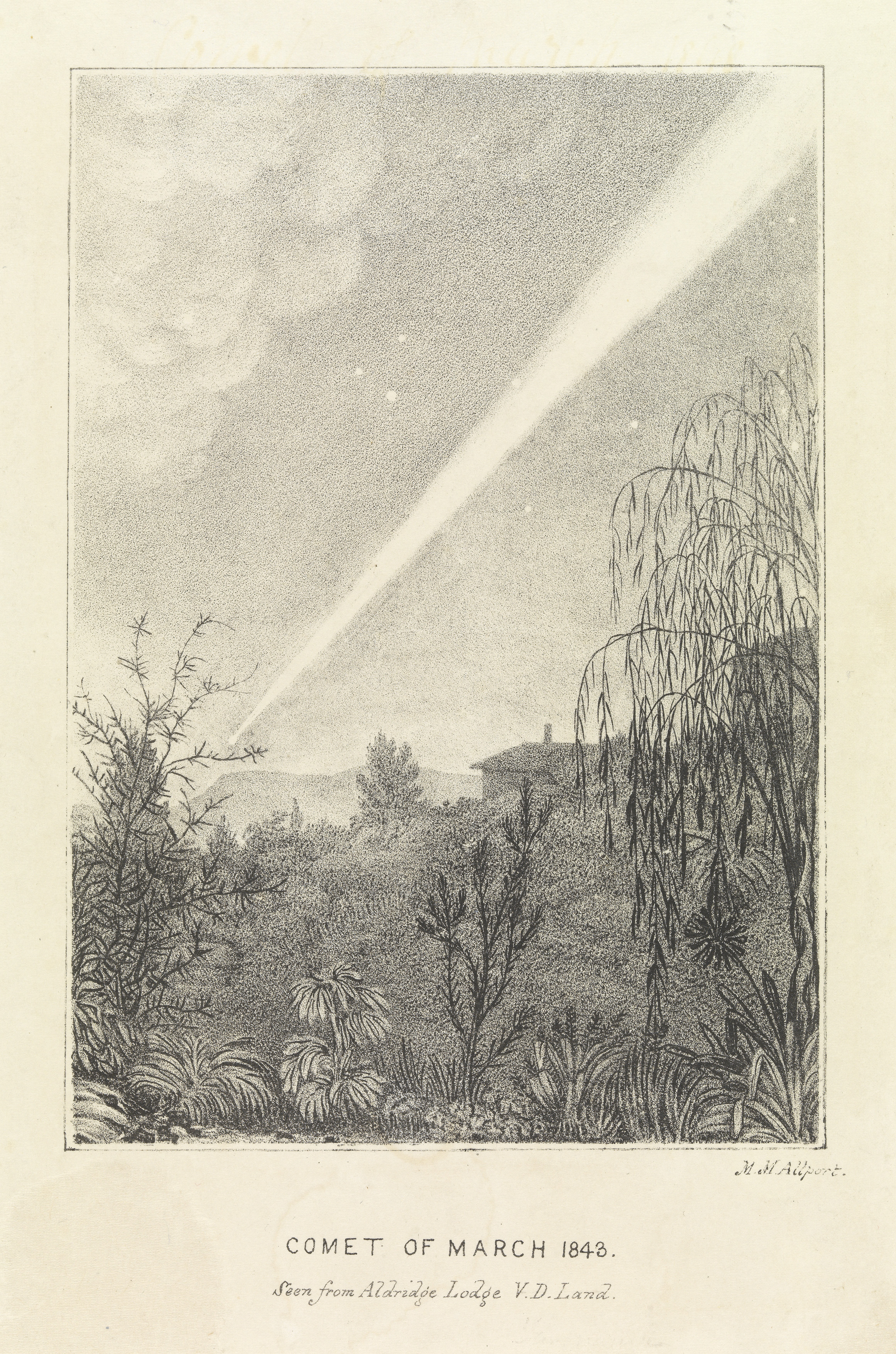
Eine Zeichnung des Großen Kometen von 1843, von Tasmanien aus

Der erste Komet, dessen Umlaufbahn als sehr sonnennah bestimmt werden konnte, war der Große Komet von 1680. Er zog in einer Entfernung von nur 200.000 km oder 0,0013 Astronomischen Einheiten (AE) an der sichtbaren Sonnenoberfläche vorbei – dies entspricht etwa der halben Entfernung zwischen Erde und Mond. Die Astronomen der damaligen Zeit, darunter  Edmond Halley, vermuteten, dass es sich um denselben Kometen handeln könnte, der 1106 am Taghimmel sichtbar war. 163 Jahre später erschien der Große Komet von 1843, der ebenfalls extrem nah an der Sonne vorbeizog. Die Bestimmung seiner Umlaufbahn ergab eine Periodizität von mehreren hundert Jahren. Einige Astronomen sahen darin die Wiederkehr des Kometen von 1680. 1880 erschien ein heller Komet, der sich auf einer sehr ähnlichen Bahn wie der Komet von 1843 bewegte. 1882 wurde wiederum ein sehr auffälliger Komet sichtbar, der als Großer Septemberkomet bekannt wurde.

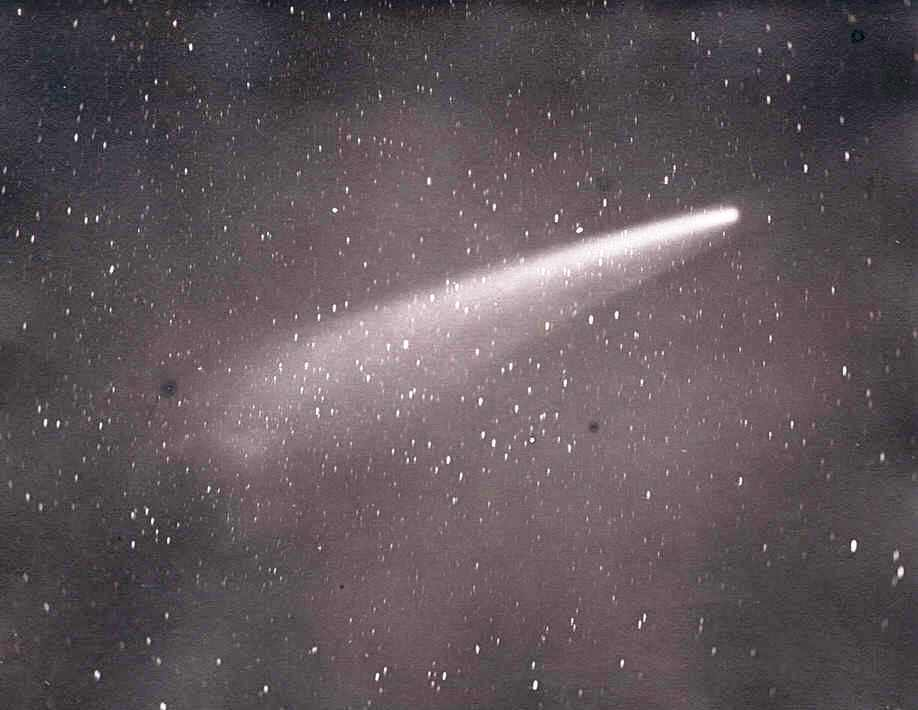
Fotografie des Großen Kometen von 1882

Dies ließ einige Astronomen vermuten, dass es sich bei allen Beobachtungen um ein und denselben Kometen handeln könnte, wobei sich seine Umlaufzeit im Laufe der Zeit stark verkürzt haben musste, z. B. infolge Abbremsung durch ein dichteres Medium in Sonnennähe.
Einer anderen These nach handelte es sich um Bruchstücke eines größeren Kometen. Diese im Jahre 1880 erstmals geäußerte These wurde erhärtet, als beobachtet wurde, dass der Große Komet von 1882 nach dem Periheldurchgang in mehrere Teile zerbrach. 1888 veröffentlichte Heinrich Kreutz eine Schrift, in der er darlegte, dass es sich bei den Kometen von 1843, 1880 und 1882 um Bruchstücke eines riesigen Kometen handeln könnte, der bei vorigen Durchgängen zerbrochen war. Der Komet von 1680 gehöre allerdings nicht zu dieser Gruppe.
Ein weiterer Komet, der aufgrund seiner Bahneigenschaften der Gruppe zugeordnet werden konnte, erschien 1887, der nächste allerdings erst wieder 1945. In den 1960er Jahren dann erschienen kurz hintereinander zwei: 1963 der Komet Pereyra und 1965 Ikeya-Seki, der kurz vor dem Periheldurchgang in drei Teile zerbrach. Das Auftreten von zwei Kometen der  Kreutz-Gruppe in solch kurzen Abständen führte dazu, die Dynamik der Gruppe eingehender zu studieren.

## Dynamik
Eine 1967 von Brian Marsden angestellte Studie war der erste Versuch, den Ursprungskörper der Kreutz-Gruppe zu bestimmen. Alle bekannten Mitglieder der Gruppe, die bis 1965 beobachtet wurden, hatten eine ähnliche Bahnneigung von etwa 144° und ähnliche Perihellängen von 280–282°, wobei vereinzelt Abweichungen auftraten, die allerdings auf ungenaue Bahnbestimmungen zurückzuführen waren. Größere Abweichungen ergaben sich dagegen hinsichtlich des Perihelarguments und der Länge des aufsteigenden Knotens.
Marsden zufolge kann die Kreutz-Gruppe wiederum in zwei Gruppen unterteilt werden, die infolge mehrfachen Auseinanderbrechens des Ursprungskörpers entstanden waren:

### Untergruppe I
Ein Vergleich der Bahnen von Ikeya-Seki und des Kometen von 1882 ließ den Schluss zu, dass es sich um Fragmente handelte, die beim selben Periheldurchgang des Ursprungskometen entstanden waren. Der wahrscheinlichste Kandidat hierfür war der Komet von 1106. Die Kometen von 1689, 1702 und 1945 könnten ebenfalls zu dieser „Untergruppe I“ gehören, obwohl ihre Bahnen nicht genau genug bestimmt werden konnten.

### Untergruppe II
Die Bahnen der Kometen von 1843 und 1963 weisen untereinander ebenfalls Gemeinsamkeiten auf. Bei der Zurückrechnung der Bahnen treten allerdings größere Differenzen auf. Diese Mitglieder der „Untergruppe II“, zu denen auch die Kometen von 1668, 1695, 1880 und 1963 gehören, sind vermutlich bei mehreren Periheldurchgängen entstanden.

### Allgemeines
Die Unterteilung in zwei Untergruppen lässt den Schluss zu, dass sie von zwei verschiedenen Kometen abstammen. Diese könnten allerdings wiederum Bruchstücke eines noch größeren Ursprungskörpers darstellen. Als Kandidat kommt ein Komet infrage, der 373 v. Chr. von Aristoteles und Ephorus beobachtet wurde (Großer Komet von 373 vor Christus). Ephorus berichtet, dass der Komet in zwei Teile zerbrochen sei. Bei dem Ursprungskometen muss es sich mit geschätzten 100 km Durchmesser um ein sehr großes Exemplar gehandelt haben (zum Vergleich: der helle Komet Hale-Bopp hatte einen Durchmesser von etwa 40 km).
Bislang wurden viermal so viele Kometen der Untergruppe I entdeckt wie Mitglieder der Untergruppe II. Dies lässt darauf schließen, dass der Ursprungskomet in unterschiedlich große Teilstücke zerbrach.
Obwohl sich die Bahn des Kometen von 1680 von denen der beiden Untergruppen ziemlich unterscheidet, ist er wahrscheinlich ebenfalls der Kreutz-Gruppe zuzuordnen, wobei er vor längerer Zeit durch Fragmentierung gebildet wurde.
Die Kreutz-Gruppe ist wahrscheinlich kein einzigartiges Phänomen. Untersuchungen zeigen, dass sich Kometen mit einer großen Inklination und Periheldistanzen von weniger als 2 AU infolge der gravitativen Wirkung der Sonne zu Sungrazern entwickeln können. Für den Kometen Hale-Bopp besteht eine Chance von 15 %.

## Aktuelle Untersuchungen
Aufgrund des nahen Abstandes zur Sonne sind die meisten Kometen der Kreutz-Gruppe von der Erde aus schwer zu beobachten. Bis auf die sehr hellen Vertreter blieben die meisten in der Vergangenheit unbemerkt.
In den 1980er Jahren entdeckten zwei zur Sonnenbeobachtung bestimmte Satelliten mehrere neue Mitglieder der Gruppe. Seit der Inbetriebnahme der Raumsonde SOHO im Jahre 1995 ist es möglich, Kometen auch in nächster Sonnennähe zu beobachten. Seither wurden mehrere hundert Sungrazer entdeckt, wobei rund 90 % der Kreutz-Gruppe zuzurechnen sind. Einige wiesen lediglich Durchmesser von einigen Metern auf. Keiner der mittels SOHO entdeckten Sungrazer überstand den Periheldurchgang. Einige stürzten direkt in die Sonne, die übrigen  verdampften in Sonnennähe. Eine Ausnahme dieser Regel bildet C/2011 W3 (Lovejoy), der im Dezember 2011 als bisher einziger beobachteter Komet der Kreutz-Gruppe nach dem Periheldurchgang offenbar weitestgehend unbeschadet seine Bahn fortsetzte.
Etwa ein Drittel der mittels SOHO aufgefundenen Sungrazer wurde von Amateurastronomen entdeckt, die die Fotos des Satelliten im Internet auswerteten. So fand der Brite Michael Oates 144 Kometen, der Deutsche Rainer Kracht 156 Stück (Stand: November 2005).
Die SOHO-Beobachtungen zeigten, dass die Kreutz-Kometen häufig paarweise in einem Abstand von wenigen Stunden auftauchen. Diese Bruchstücke haben sich offensichtlich in größerer Sonnenentfernung gebildet.
Die Kreutz-Kometen dürften auch über weitere tausende Jahre als eigenständige Gruppe zu identifizieren sein. Wahrscheinlich werden sich ihre Umlaufbahnen durch die gravitativen Einflüsse der großen Himmelskörper im Sonnensystem verändern. Langfristig wird sich die Gruppe durch weitere Fragmentierung und Verdampfung in Sonnennähe auflösen.
Der letzte helle Komet der Gruppe war der 1970 erschienene C/1970 K1 (White-Ortiz-Bolelli). Derzeit ist nicht abschätzbar, wann der nächste auffällige Kreutz-Komet erscheint. Wenn man jedoch zugrunde legt, dass in den letzten 200 Jahren mindestens zehn mit bloßem Auge sichtbar waren, dürfte dies in nicht allzu ferner Zukunft geschehen.
Tatsächlich ist der im Dezember 2020 gefundene Komet C/2020 X3 (SOHO), der während der totalen Sonnenfinsternis vom 14. Dezember 2020 beobachtet wurde, offenbar ein Mitglied der Kreutz-Gruppe.